# Ferrovia Pisa-Vada
La ferrovia Pisa-Vada è una linea ferroviaria italiana aperta tra il 1863 e il 1874. Costituisce il tracciato originario della ferrovia Tirrenica nel tratto fra Pisa e Vada.
L'infrastruttura e gli impianti ferroviari sono gestiti da Rete Ferroviaria Italiana, che la qualifica come linea fondamentale.

## Storia
| Tratta             | Inaugurazione   |
| ------------------ | --------------- |
| Collesalvetti-Vada | 20 ottobre 1863 |
| Pisa-Collesalvetti | 1º aprile 1874  |

### Il progetto e la costruzione
La "ferrovia Maremmana" fu concepita negli anni Trenta del XIX secolo come naturale prosecuzione verso sud della ferrovia Leopolda, ancora in fase di progettazione, che avrebbe collegato il porto di Livorno con Firenze, capitale del Granducato di Toscana. La prima concessione alla costruzione della ferrovia Maremmana fu rilasciata nel 1845, quando il territorio della Maremma era appena stato bonificato al termine di una laboriosa opera voluta dal granduca Ferdinando III. La scarsissima rilevanza economica della zona spinse tuttavia lo Stato Pontificio, già impegnato in altre opere di pubblica utilità, a osteggiare la creazione di un collegamento tra la Maremma e Roma: la prima concessione portò dunque a un nulla di fatto.
La situazione cambiò nel 1859, quando al Granducato di Toscana si sostituì il Governo provvisorio della Toscana: con un decreto dell'8 marzo 1860 il Governo provvisorio deliberò la costruzione di una linea ferroviaria che, partendo da Livorno, si distaccasse dalla ferrovia Leopolda, affiancasse il litorale tirrenico attraversando la Maremma e proseguisse verso meridione. I lavori furono rapidamente avviati e la tratta Livorno-Collesalvetti-Follonica venne inaugurata il 20 ottobre 1863 insieme alla ferrovia Cecina-Saline di Volterra, una diramazione della ferrovia Maremmana che collegava la stazione di Cecina a quella di Saline, frazione di Volterra, e che nei progetti originari mai concretizzatisi doveva proseguire fino ad allacciarsi alla ferrovia Centrale Toscana oppure alla ferrovia Leopolda.

### Gli sviluppi
La ferrovia Maremmana raggiunse Orbetello il 15 giugno 1864 e si attestò presso il fiume Chiarone, che allora segnava il confine tra il Regno d'Italia e lo Stato Pontificio, il 3 agosto del medesimo anno. Tre anni dopo, nel giugno 1867, lo Stato Pontificio ultimò l'interconnessione tra la ferrovia Roma-Civitavecchia e il confine settentrionale con la Toscana presso il fiume Chiarone, allacciandosi proprio alla ferrovia Maremmana. La linea, a partire dal 1867, cominciò ad assumere un'importanza sempre più notevole per la logistica del giovane Regno d'Italia: attraverso la ferrovia Porrettana prima e le ferrovie Viareggio-Firenze e Leopolda poi, oppure direttamente tramite la ferrovia Lucca-Pisa, era possibile mettere in congiunzione la Pianura Padana con Roma percorrendo appunto la ferrovia Maremmana.
Poiché in entrambe le stazioni di Pisa e Livorno i treni che transitavano lungo la linea dovevano effettuare un regresso, si optò per la costruzione, completata nel 1874, di una variante di tracciato che collegava Pisa a Collesalvetti, semplificando il percorso e abbattendo i tempi di percorrenza, ma di fatto tagliando fuori Livorno dalla direttrice nazionale. Intanto, nel 1872 un'eccezionale piena del fiume Fine, incrociato dalla ferrovia per ben quattro volte nel suo percorso, danneggiò seriamente parte della linea interrompendone il servizio; si rese necessaria la realizzazione di una rettifica del tracciato, conclusa nel 1877.

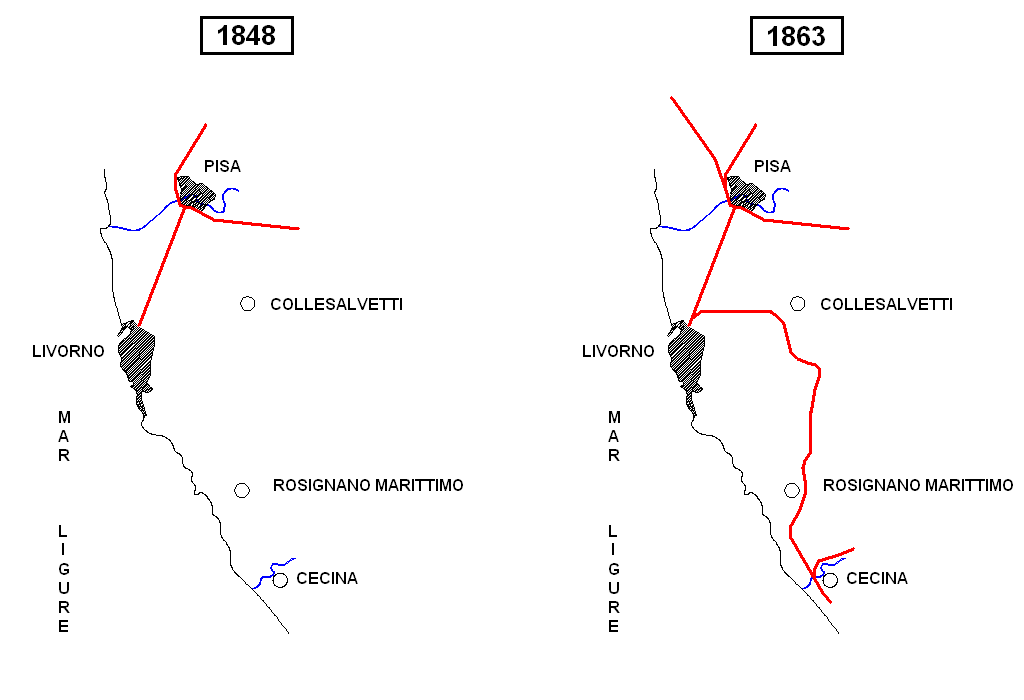
Sviluppo della rete ferroviaria in Maremma 1848-1863
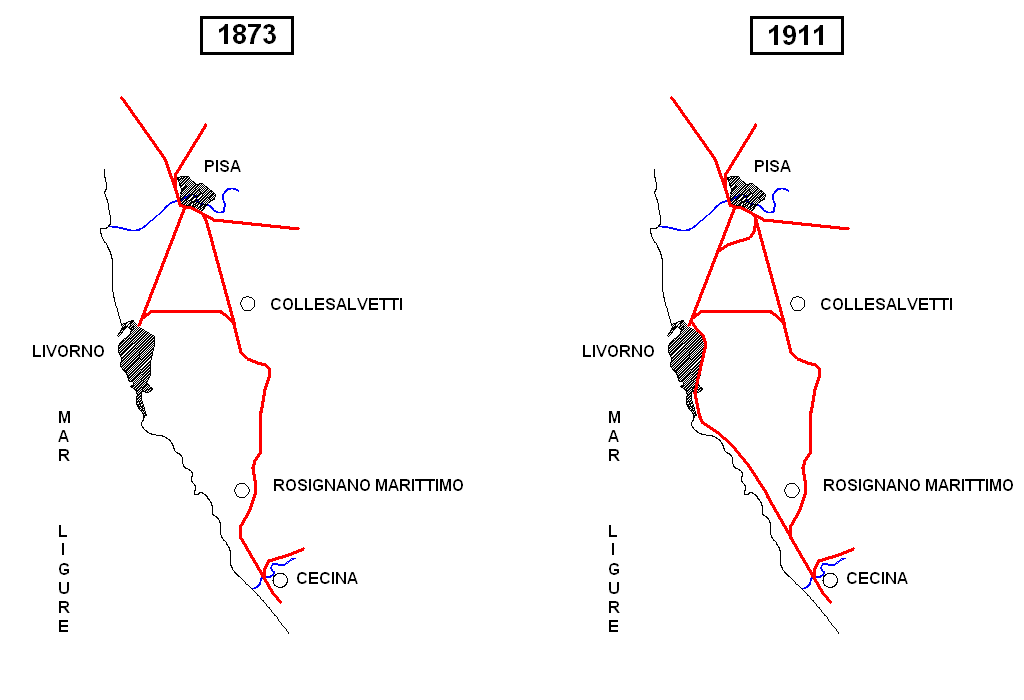
Sviluppo della rete ferroviaria in Maremma 1873-1911

### Il declino e la chiusura
Nel 1910, dopo svariate petizioni in tal senso seguite da cinque anni di lavori, fu aperto un nuovo tracciato che dalla stazione di Livorno Centrale proseguiva verso sud parallelamente al litorale fino a confluire nella ferrovia Maremmana poco prima della stazione di Vada, tra Rosignano Marittimo e Cecina. Inizialmente concepita a binario unico, la tratta Livorno-Vada fu riprogettata a doppio binario già nella fase iniziale dei lavori, in quanto si decise di puntare maggiormente sulla più complessa ma breve e scenica linea costiera piuttosto che raddoppiare il tracciato originale passante per Collesalvetti.
La costruzione della "ferrovia Tirrenica" portò al declassamento del tracciato interno compreso tra Pisa e Vada a linea d'interesse prettamente locale, avviando il suo inesorabile declino culminato prima con la chiusura, nel 1966, della tratta Livorno-Collesalvetti e in seguito con la soppressione, nel 1992, dell'esercizio sull'intera tratta Pisa-Collesalvetti-Vada, alla quale si preferiva la più rapida linea litoranea.

### La riapertura
Negli anni Duemila si è deciso di riattivare per intero la ferrovia Pisa-Collesalvetti-Vada e, grazie a un investimento complessivo di 25 milioni di euro, nel 2000 sono stati avviati i lavori di ripristino e ammodernamento della linea, terminati nel 2004. Tali lavori hanno consentito l'adozione sulla ferrovia dei più moderni sistemi di controllo del traffico, l'elettrificazione del tracciato e l'adeguamento delle infrastrutture, compresa la ricostruzione ex novo dell'unica galleria della linea, nei pressi della stazione di Orciano Pisano. Inoltre, sono stati eliminati numerosi passaggi a livello ed è stata sostituita una parte del materiale d'armamento.
La linea, attrezzata per rispondere alle moderne esigenze del trasporto intermodale, è stata riconsiderata in un'ottica di impiego per il solo trasporto di merci, allo scopo di deviare una parte del traffico merci dalla ferrovia Tirrenica alleggerendo così il nodo di Livorno. Dal 2004 la direttrice Pisa-Collesalvetti-Vada è percorsa con regolarità da treni merci, mentre il servizio passeggeri è stato sostituito da una coppia di autobus circolante nei soli giorni scolastici. Nel 2008 la linea è stata sottoposta a ulteriori lavori di potenziamento tecnologico, che hanno permesso l'adozione su di essa del Sistema Controllo Marcia Treno (SCMT). Le stazioni ferroviarie lungo la linea risultano quasi tutte chiuse e abbandonate; conservano una certa rilevanza la stazione di Collesalvetti, dotata di un fascio di binari per l'incrocio dei treni e per il deposito di rotabili, e la stazione di Orciano Pisano, riconvertita a posto di movimento.
Nel dicembre 2019 è stato firmato un protocollo d'intesa per la realizzazione di una serie di interventi volti a migliorare i collegamenti fra il porto di Livorno, l'interporto "Amerigo Vespucci" e l'entroterra, nell'ottica di un potenziamento della logistica delle merci provenienti via mare. Nel Contratto di Programma RFI 2022-2026 è stata inclusa la riattivazione per intero del raccordo fra Livorno e la linea Pisa-Vada, oltre alla costruzione di un inedito bypass ferroviario presso la stazione di Pisa Centrale, che consentirà di instradare le merci provenienti da porto e interporto direttamente verso Firenze.

## Caratteristiche
|  | Unknown route-map component "STRc2" | Unknown route-map component "CONT3" |

| Unknown route-map component "LSTR+l" | Unknown route-map component "WYE1+rf" | Unknown route-map component "STRc4" |

| Unknown route-map component "LSTR" | Station on track |  |

| Unknown route-map component "LSTR" | Unknown route-map component "ABZgl" | Unknown route-map component "CONTfq" |

| Unknown route-map component "LCONTgq" | Unknown route-map component "LABZqr" | Unknown route-map component "ABZgr" |  |  |

|  | Unknown route-map component "ABZgl" | Unknown route-map component "KINTeq" |

| Unknown route-map component "eHST" |

| Unknown route-map component "exCONTgq" | Unknown route-map component "eABZg+r" |  |

| Non-passenger station/depot on track |

| Unknown route-map component "eBHF" |

| Non-passenger station/depot on track |

| Unknown route-map component "eHST" |

|  | Unknown route-map component "xKRWgl" | Unknown route-map component "KRW+r" |

|  | Unknown route-map component "exSTR" | Unknown route-map component "eBHF" |

|  | Unknown route-map component "exBHF" | Straight track |

|  | Unknown route-map component "xKRWg+l" | Unknown route-map component "KRWr" |

| Unknown route-map component "CONTgq" | Unknown route-map component "ABZg+r" |  |

| Station on track |

| Continuation forward |

### Percorso
La linea, lunga 45 km, ha inizio presso la stazione di Pisa Centrale, dalla quale si allontana verso sud-est affiancando prima la ferrovia Leopolda in direzione di Firenze, che sottopassa dopo circa 700 metri, e in seguito il raccordo "collodoca", che connette Pisa a Livorno correndo di fianco all'aeroporto di Pisa-San Giusto. Separatasi dal raccordo dopo altri 1500 metri, la ferrovia si dirige verso sud mantenendo un'andatura rettilinea per 15 km, fino a raggiungere la stazione di Collesalvetti. Successivamente, il percorso della linea diviene curvilineo: il binario percorre la valle del fiume Fine e raggiunge Rosignano Marittimo dove, superato un basso spartiacque, scende verso la pianura costiera di Cecina e si unisce alla ferrovia Tirrenica, concludendo la sua corsa nella stazione di Vada in direzione di Grosseto.